# Municipio de Lexington (Illinois)
El municipio de Lexington (en inglés: Lexington Township) es un municipio ubicado en el condado de McLean en el estado estadounidense de Illinois. En el año 2010 tenía una población de 2399 habitantes y una densidad poblacional de 22,61 personas por km².

## Geografía
El municipio de Lexington se encuentra ubicado en las coordenadas 40°37′37″N 88°45′16″O / 40.62694, -88.75444. Según la Oficina del Censo de los Estados Unidos, el municipio tiene una superficie total de 106.09 km², de la cual 106.06 km² corresponden a tierra firme y (0.02%) 0.02 km² es agua.

## Demografía
Según el censo de 2010, había 2399 personas residiendo en el municipio de Lexington. La densidad de población era de 22,61 hab./km². De los 2399 habitantes, el municipio de Lexington estaba compuesto por el 97.96% blancos, el 0.29% eran afroamericanos, el 0.21% eran amerindios, el 0.17% eran asiáticos, el 0.13% eran isleños del Pacífico, el 0.21% eran de otras razas y el 1.04% pertenecían a dos o más razas. Del total de la población el 0.79% eran hispanos o latinos de cualquier raza.